# مطار بولتوفتا
مطار بولتوفتا (بالسويدية: Bulltofta flygplats)، (إياتا: MMA، إيكاو: ESMM)، كان المطار الرئيسي لمدينة مالمو الواقعة في منطقة سكانيا في السويد من عام 1923 وحتى عام 1972. وكان يقع في منطقة كيرسبيرغ التابعة للمدينة. منذ إغلاقه في كانون الأول (ديسمبر) 1972 تحول الموقع إلى حديقة كبيرة ومنطقة تجارية. أما اليوم، فإن مطار مالمو الجديد ومطار كوبنهاغن في الدنمارك هما من يخدمان هذا الجزء من السويد.

## تاريخ
بدأ تاريخ مطار بولتوفتا في عام 1914، عندما كانت هضبة بولتوفتا موقعًا لمسابقة مناطيد ضمت ثلاثة فرق. بدأت خطط تطوير المطار في عام 1917 واكتمل البناء في عام 1923. بدأت الخدمة في المطار عام 1924 مع الخط الجوي مالمو–كوبنهاغن، أقصر خط جوي في العالم، ومالمو–هامبورغ في ألمانيا. خلال الثلاثينيات، برز مطار بولتوفتا كمحور جوي أوروبي بارز، يوفر رحلات إلى بريطانيا العظمى وفرنسا وهولندا، رغم أن مدارجه ظلت غير معبدة حتى عام 1952.
خلال الحرب العالمية الثانية، خدم المطار كقاعدة لجناح سكانيا (F 10) التابع للقوات الجوية السويدية، وكانت مهمته الرئيسية اعتراض الطائرات الألمانية ودول الحلفاء التي تخترق المجال الجوي السويدي. بسبب موقع مالمو القريب من السواحل الألمانية، ونظرًا للحياد الذي أعلنته السويد، وبموجب اتفاق بين قيادة القاذفات الأمريكية وحكومة السويد، كانت العديد من الطائرات القاذفة الحليفة المتضررة بشدة تقوم بالهبوط في مطار بولتوفتا، بدلًا من المخاطرة بالعودة إلى قواعدها الجوية في إنجلترا. وقد تكررت هذه الهبوطات الاضطرارية على وجه الخصوص في ربيع وصيف عام 1944.
شهدت فترة الخمسينيات والستينيات من القرن العشرين بداية عصر السياحة والطائرات النفاثة، وكان مطار بولتوفتا صغيرًا جدًا لاستيعاب هذا التطور، وأصبح مصدرًا للتلوث الضوضائي في المنطقة المحيطة. كانت هناك حاجة إلى مطار جديد يقع بعيدًا عن مدينة مالمو. اُفتتح مطار مالمو الجديد عام 1972، ويقع على بعد 28 كيلومترًا (17 ميلًا) شرق مالمو. وفي العام نفسه في 15 أيلول (سبتمبر) كان مطار بولتوفتا مسرحًا لحادث اختطاف.